# لورنزو بینی اسماگی
لورنزو بینی اسماگی، (به ایتالیایی: Lorenzo Bini Smaghi) (زاده ۱۹۵۶) کارآفرین، اقتصاددان و مدیر ارشد اجرایی ایتالیایی است، که در حال حاضر به‌عنوان رییس هیئت مدیره شرکت اسنام فعالیت می‌کند.